# Pieter van Hanselaere
Pieter van Hanselaere, talvolta francesizzato in Pierre van Hanselaere (Gand, 31 luglio 1786 – Gand, 10 marzo 1862), è stato un pittore belga specializzato in ritratti e scene storico-religiose in stile neoclassico.

## Biografia
Pieter van Hanselaere nacque a Gand il 31 luglio 1786. Egli studiò dapprima all'accademia reale di belle arti di Gand presso Pierre Van Huffel e poi a Parigi all'accademia reale di pittura e scultura presso Jacques-Louis David, nel 1809. Nel 1814, egli tornò a Gand e partecipò a una gara per vincere il premio di pittura a tema storico; vincendolo, riuscì a finanziarsi un viaggio in Italia.

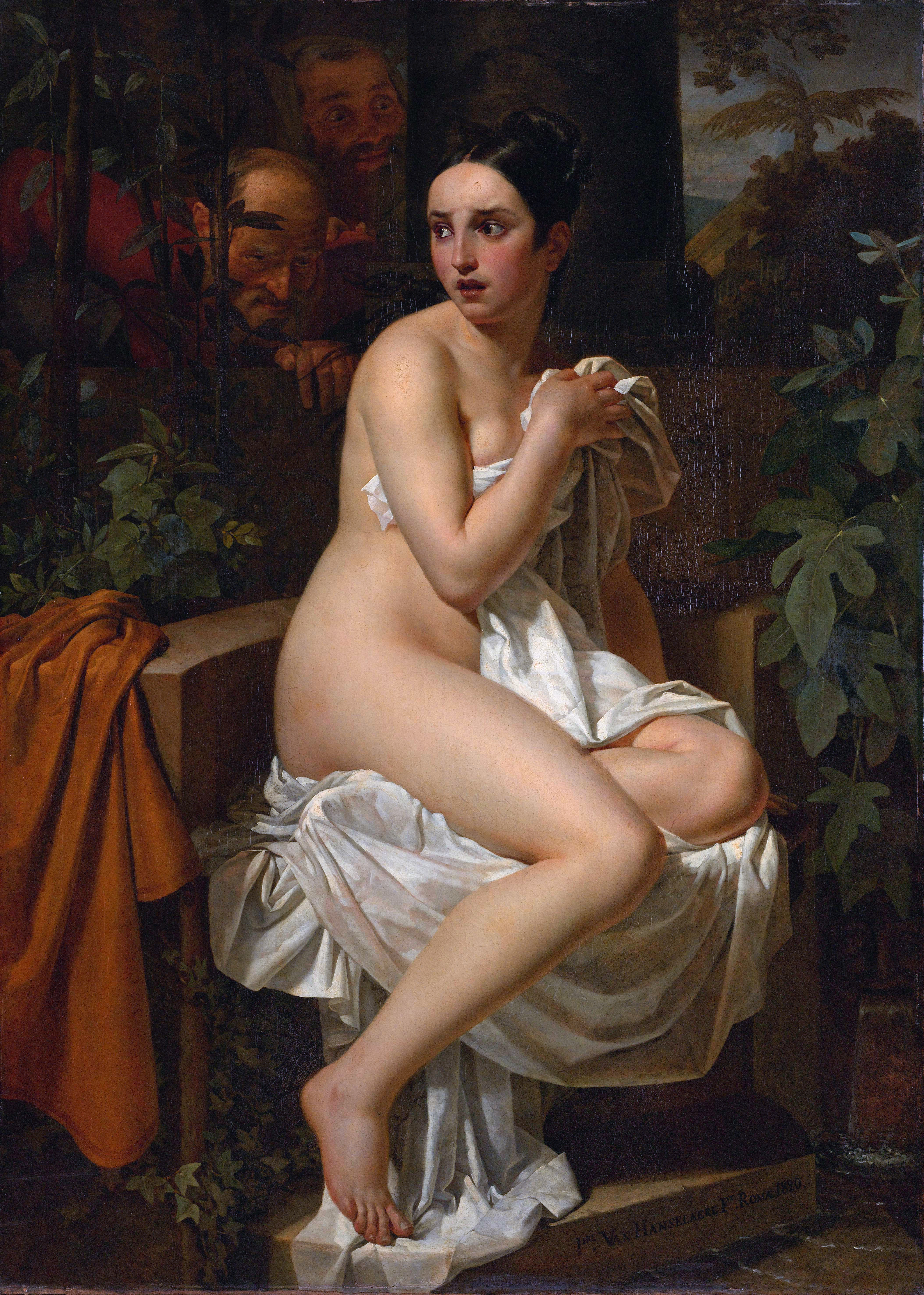
Susanna e i vecchioni, 1820

Inizialmente egli si specializzò nei ritratti e acquisì un alto livello di perfezione tecnica. Nei colori si riconoscono delle influenze rubensiane. A causa dei conflitti napoleonici non poté viaggiare l'Italia fino al 1816; quando finalmente giunse nel Belpaese, dapprima si stabilì a Roma e dipinse dei ritratti di alcuni ufficiali di alto rango, poi si trasferì a Napoli ed ebbe successo anche qui, diventando il pittore della corte reale. Nel 1828 ritornò a Gand, dove nel 1829 si aggiudicò la cattedra di professore all'accademia gandavese grazie alla tela Susanna e i vecchioni, dipinta nel 1820.
Tra i suoi alunni ci citano Cornelis Kimmel (1804-1877) e Pierre Olivier Joseph Coomans (1816–1889). Van Hanselaere aveva esposto le sue opere in molte città e acquisito una fortuna considerevole, che gli permise di comprare tre case nella Rue Courte du Marais. Nel 1844 egli concluse il suo capolavoro, un dipinto di 24 piedi di larghezza e sedici di altezza raffigurante Filippo d'Artevelde e il suo esercito che lasciavano Gand per combattere contro il conte delle Fiandre Luigi II nel 1381. La critica giudicò negativamente l'opera larga e confusa e van Hanselaere non si riprese mai da questa delusione. La morte del suo unico figlio non fece che avvicinarlo di più verso la morte, che avvenne il 10 marzo 1862.
Nel 1890 alcune sue opere erano esposte al museo statale di Amsterdam.

## Galleria d'immagini

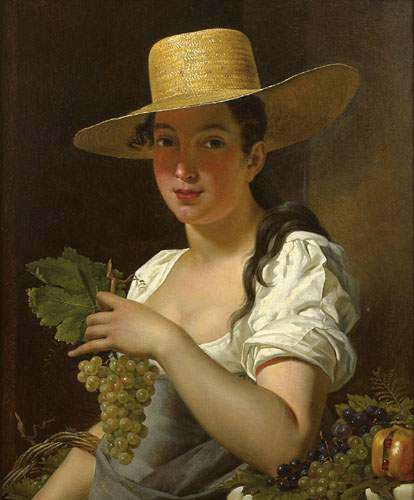
Giovane donna con cappello e uva, 1820
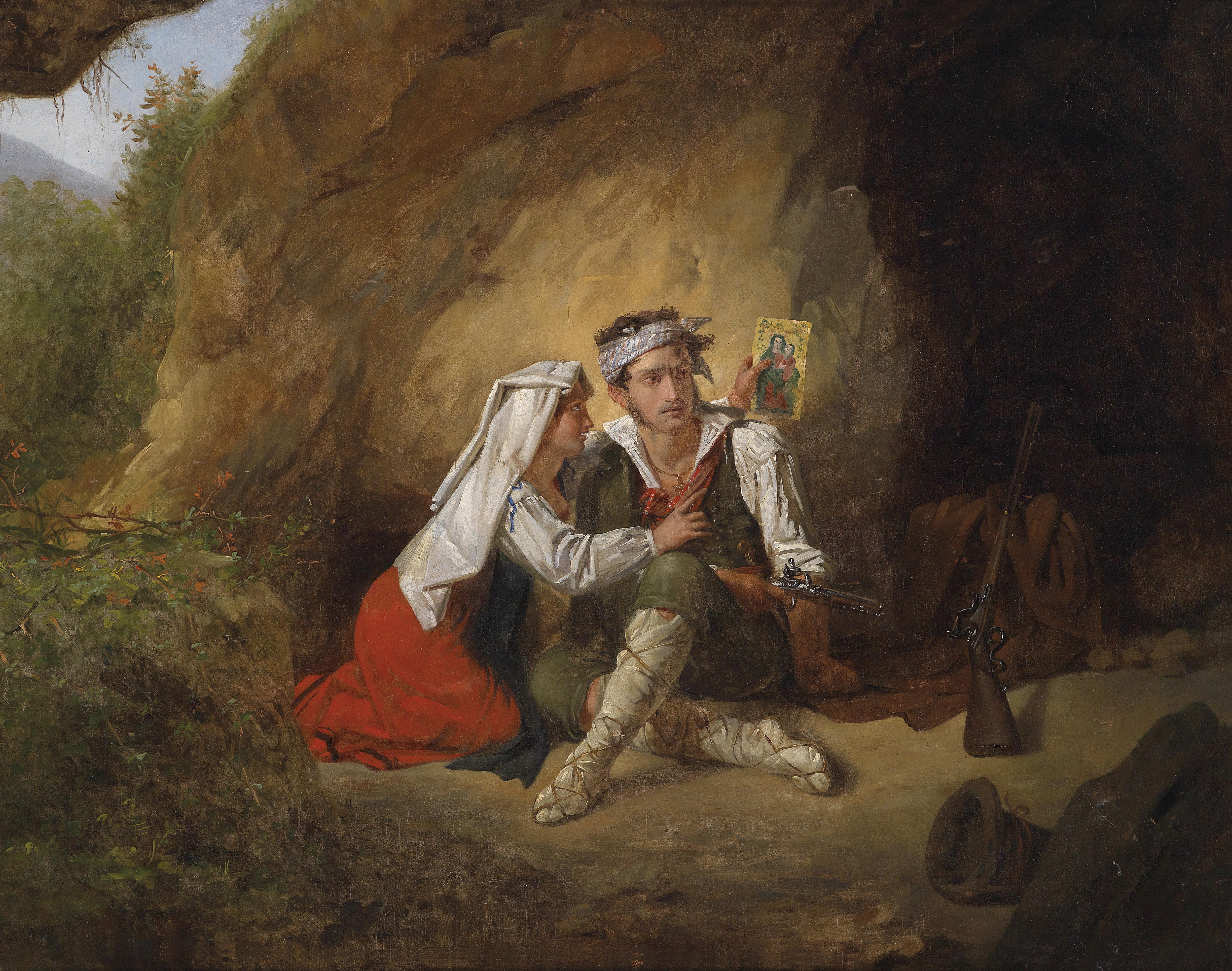
Appello prima della battaglia, 1825
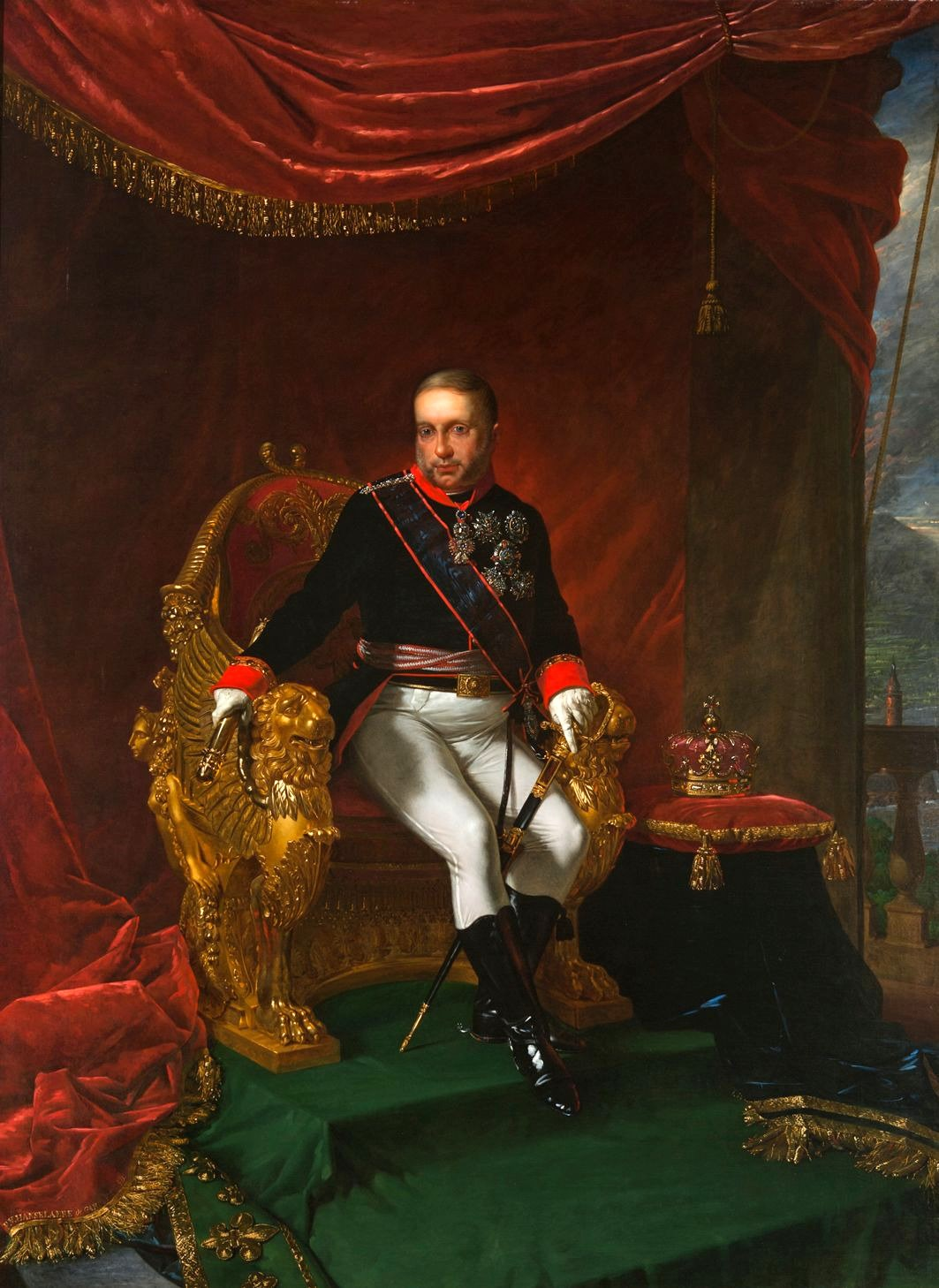
Francesco I delle Due Sicilie, 1826
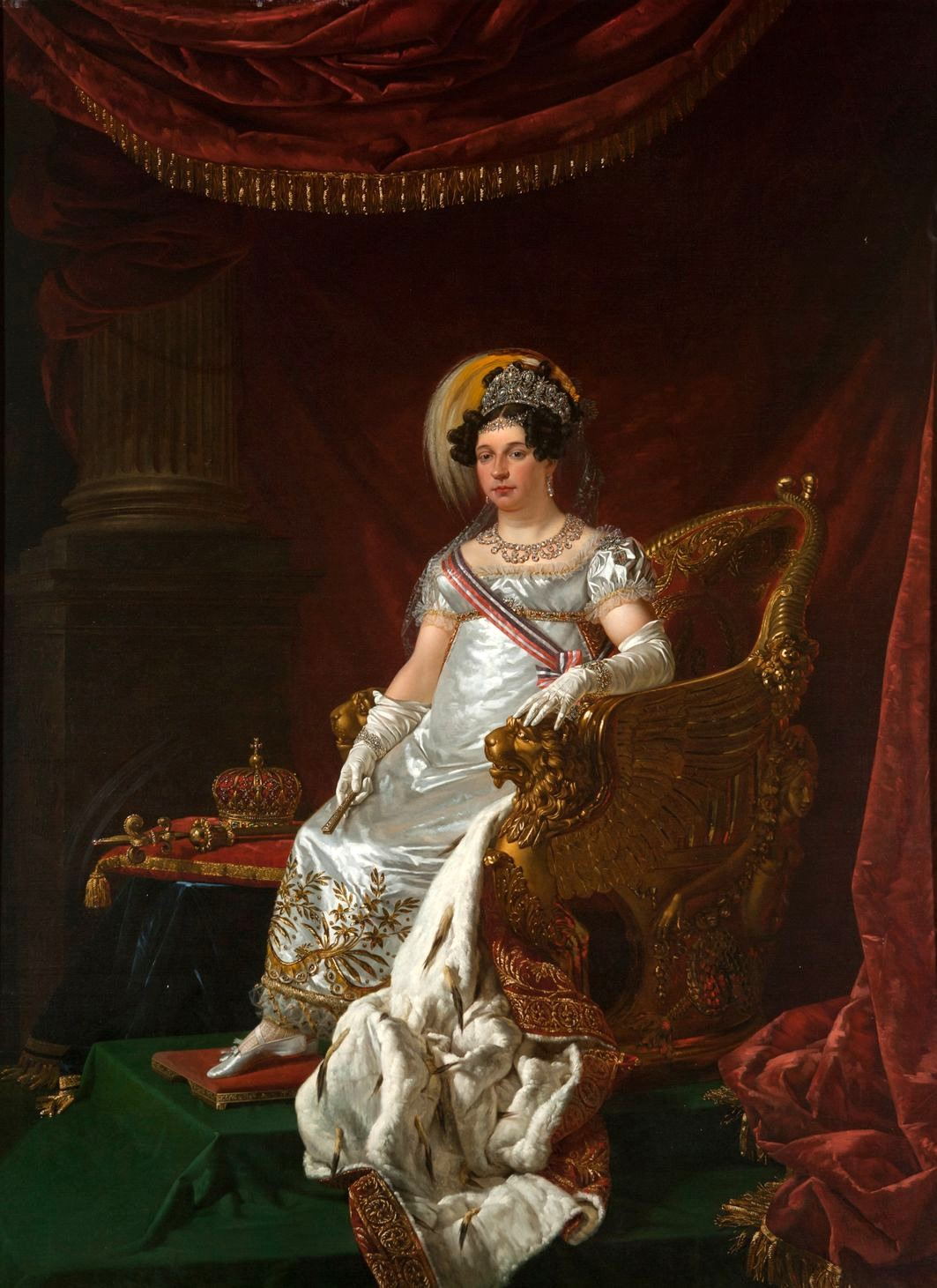
Maria Isabella Infanta di Spagna, 1826